# D 950 (Türkei)
Die Straße D 950 (Devlet yolu 950) ist eine 681 km lange Straße in der Türkei. Sie ist die östlichste Nord-Süd-Hauptachse des Lands und führt von Artvin im Norden nach Kızıltepe an der Grenze zu Syrien. Dabei kreuzt oder berührt sie die großen West-Ost-Achsen D 010, D 100, D 300 und D 400 sowie die Europastraße 99 (D 380).

## Verlauf
Die Straße beginnt im Norden in Artvin an der D 010 und folgt den Tälern des Çoruh (wo sie wegen der Anlage von mehreren Stauseen neu angelegt wurde) und nach Überquerung des Güzelyayla-Passes (2090 m) des Karaçay nach Südsüdwesten über Derekapi und Tortum in die Provinzhauptstadt Erzurum. Von dort führt sie über den Pass Yaylasuyu (2380 m) im Gebirge Palandöken Dağları nach Çat und weiter nach Süden über den Pass Çirişli (2390 m) nach Karlıova. Sie wendet sich nach Südwesten, überquert den Pass Çobantaş Geçidi (1560 m) und trifft 7 km östlich der Provinzhauptstadt Bingöl auf die D 300. Von Bingöl führt sie nach Süden, kreuzt bei Genç die Bahnstrecke zum Vansee und führt an der Höhle İskender'in Mağarası vorbei zur D 360 (Europastraße 99), mit der sie gemeinsam die Provinzhauptstadt Diyarbakır erreicht. Von dort setzt sich die Straße nach Südsüdosten fort, passiert Mardin und kreuzt in Kızıltepe die Fernstraße D 400 (Europastraße 90). Von dort führt sie weiter nach Şenyurt an der geschlossenen syrischen Grenze.